# Fiks Fare
Fiks Fare (tradotto in italiano uguale uguale) è la versione albanese del telegiornale satirico italiano Striscia la notizia trasmesso su Top Channel. Le trasmissioni del programma sono iniziate il 19 dicembre 2002 e sono state rinnovate nelle stagioni seguenti, essendo tuttora in onda (al 2023). Fiks Fare, attraverso sketch comici e satira, denuncia aspetti negativi della società albanese, mostrando servizi su casi di corruzione, illeciti perpetrati da pubblici ufficiali, violazioni dei diritti umani ed altro. Questi servizi sono intervallati da momenti di intrattenimento fatti da danza e musica.
Al programma, Striscia ha dedicato un servizio per Fiks Fare, inoltre, nella versione albanese, l'equivalente del tapiro d'oro è una ruota.